# Campaneria
La Campaneria és un edifici de Torelló (Osona) inclòs a l'Inventari del Patrimoni Arquitectònic de Catalunya.

## Descripció
El més interessant de la casa són unes dependències annexes a la casa, al voltant d'una era, construïdes amb aparell de carreus sense escairar a la base del mur i a la resta de tàpia. Aquestes estructures són les més ben conservades.

## Història
A la vall del Ges hi ha moltes masies en molt mal estat de conservació. Moltes d'elles han estat abandonades, seguint la tendència dels pagesos de construir noves cases més a prop de l'antiga casa o dels pobles. La Campaneria és un exemple d'aquestes cases, que si no es restauren, fàcilment són abandonades. Malgrat tot, aquesta encara resta habitada.